# Kamil Rychlicki
Kamil Rychlicki (ur. 1 listopada 1996 w Ettelbrucku) –  luksembursko-włoski siatkarz pochodzenia polskiego, grający na pozycji przyjmującego i atakującego, były reprezentant Luksemburga. Od 2025 roku występuje w kadrze narodowej Włoch.
Jego rodzice również uprawiali siatkówkę. Ojciec Jacek Rychlicki jest srebrnym medalistą Mistrzostw Europy 1983 z reprezentacją Polski, a matka Elżbieta z domu Rychter – mistrzynią kraju w sezonie 1982/1983 z ŁKS-em Łódź.
8 lipca 2022 włoska Rada Ministrów podjęła decyzję o nadaniu mu obywatelstwa włoskiego, które uroczyście odebrał w grudniu 2022 roku.
25 maja 2025 roku w Monachium w meczu towarzyskim z reprezentacją Niemiec zadebiutował w kadrze narodowej Włoch.

## Sukcesy klubowe
Puchar Luksemburga:
- 2013, 2014, 2015, 2016

Mistrzostwo Luksemburga:
- 2014, 2015, 2016
- 2013

Superpuchar Belgii:
- 2016[7]

Mistrzostwo Belgii:
- 2018
- 2017

Klubowe Mistrzostwa Azji:
- 2019

Puchar Emira:
- 2019

Klubowe Mistrzostwa Świata:
- 2019, 2022[8]
- 2024[9]

Puchar Włoch:
- 2020, 2021, 2022[10]

Mistrzostwo Włoch:
- 2021, 2025[11]
- 2022[12]

Superpuchar Włoch:
- 2022[13]

Liga Mistrzów:
- 2024[14]

## Sukcesy reprezentacyjne
Luksemburg
Mistrzostwa Europy Małych Państw Juniorów:
- 2012

Mistrzostwa Europy Małych Państw:
- 2015, 2017
- 2013

Włochy
Liga Narodów:
- 2025[15]